# Gerd Wolf (Physiker)

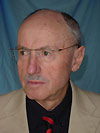
Gerd Wolf

Gerhard Hans Wolf (* 11. November 1933 in Eger, Tschechoslowakei) ist ein deutscher Physiker.

## Leben
Seine Kindheit verbrachte Wolf in Eger im heutigen Tschechien, wo sein Vater als Anwalt tätig war. Seine Familie war befreundet mit der Familie des späteren SPD-Bundestagsabgeordneten und Präsidenten des Zentrums gegen Vertreibungen Peter Glotz. Im Alter von zwölf Jahren musste sie jedoch infolge der Vertreibung nach Aalen auswandern. Von 1952 bis 1957 studierte er Physik in München, unter anderem bei Heinz Maier-Leibnitz.
Nach dem Studium war er als Plasmaphysiker, unter anderem am Forschungszentrum Jülich, an der Entwicklung eines Kernfusionsreaktors (ITER) beteiligt. Zudem lehrte er nach seiner Habilitation an Universitäten in Tübingen und Düsseldorf. Am 21. September 1998 wurde er für die Mitgliedschaft im Europäischen Wirtschafts- und Sozialausschuss nominiert und war dort vor allem in den Bereichen Energie und Wissenschaft bis 2015 politisch beratend tätig. Er ist Associé der Académie Royale de Belgique.
Wolf ist verheiratet und hat zwei Söhne.

## Ehrungen
Für seine Verdienste um die deutsche Wissenschaft und das Vorantreiben der Fusionsforschung wurde Wolf am 10. Juni 2005 mit dem Bundesverdienstkreuz 1. Klasse ausgezeichnet. In seiner Laudatio fasste der damalige Wissenschaftsstaatssekretär in Nordrhein-Westfalen, Hartmut Krebs, die Verdienste Wolfs zusammen: 

„In mehr als vier Jahrzehnten förderte Professor Wolf die europäische Forschung und den wissenschaftlichen Nachwuchs. Darüber hinaus trug er wesentlich dazu bei, dass Deutschland innerhalb der weltweiten Fusionsforschung heute eine bedeutende Stellung einnimmt.“

Im Dezember 2014 erhielt er zusammen mit Paul Vandenplas und Marnix van der Wiel den Minerva Preis des Fördervereins Museum Jülich e. V.

## Schriften (Auswahl)
- Die Absoluteichung von Zerfallsraten und deren Anwendung zur Messung thermischer Aktivierungsquerschnitte. In: Nukleonik. Band 2, Nr. 7. Springer, 1961, ISSN 0550-3612.
- Use of the M&S Configuration for Theta-Pinches. In: Zeitschrift für Naturforschung A. Band 24, Nr. 6, 1969, S. 998–1021, doi:10.1515/zna-1969-0619 (englisch).
- The Dynamic Stabilization of the Rayleigh-Taylor Instability and the Corresponding Dynamic Equilibrium. In: Zeitschrift für Physik A. Band 227, Nr. 20, 1969, S. 291–300, doi:10.1007/BF01397662 (englisch).
- Dynamic Stabilization of the Interchange Instability of a Liquid-Gas Interface. In: Physical Review Letters. Band 24, Nr. 9, 1970, S. 444–446, doi:10.1103/PhysRevLett.24.444 (englisch).
- Dynamic Stabilization of Hydrodynamic Interchange Instabilities. A Model for Plasma Physics. In: Feedback and Dynamic Control of Plasmas (= AIP Conference Proceedings. Band 1). 1970, S. 293–304, doi:10.1063/1.2948512 (englisch).
- Enhanced Plasma Losses due to Secondary Currents. In: Nuclear Fusion. Band 17, Nr. 3, 1977, S. 629–631, doi:10.1088/0029-5515/17/3/022 (englisch).
- Eine Abschätzung zum Konzept der Konvektionskühlung durch die Randschicht toroidaler Fusionsplasmen. Zentralbibliothek der Kernforschungsanlage Jülich, Jülich 1980.
- W. Feneberg, Gerhard Wolf: A Helical Magnetic Limiter for Boundary Layer Control in Large Tokamaks. In: Nuclear Fusion. Band 21, Nr. 6, 1981, S. 669–676, doi:10.1088/0029-5515/21/6/006 (englisch).
- D. Reiter, Gerhard Wolf, H. Kever: Burn condition for fusion plasmas, Helium particle confinement and exhaust efficiency. In: Nuclear Fusion. Band 30, Nr. 10, 1990, S. 2141–2156, doi:10.1088/0029-5515/30/10/012 (englisch).
- K. H. Finken, S. S. Abdullaev, A. Kaleck, Gerhard Wolf: Operating space of the Dynamic Ergodic Divertor for TEXTOR-94. In: Nuclear Fusion. Band 39, Nr. 5, 1999, S. 637–662, doi:10.1088/0029-5515/39/5/306 (englisch).
- Paul Vandenplas, Gerhard Wolf: 50 Years of Controlled Nuclear Fusion in the European Union. In: Europhysics News. Band 39, Nr. 2, 2008, S. 21–28, doi:10.1051/epn:2008006 (englisch).
- Naturwissenschaft und Gesellschaft. In: Das Wagnis des Neuen. Kontexte und Restriktionen der Wissenschaft. Festschrift für Klaus Fischer zum 60. Geburtstag. Bautz, Nordhausen 2009, ISBN 978-3-88309-507-3, S. 245–260.
- Dynamic stabilization of the Rayleigh-Taylor instability of miscible liquids and the related “frozen waves”. In: Physics of Fluids. Band 30, Nr. 2, 2018, 021701, doi:10.1063/1.5017846 (englisch).